# Bruno Bulgarelli
Bruno Bulgarelli (Modena, 23 marzo 1938) è un tenore italiano.
Ha svolto la sua attività dal 1968 al 1995 cantando nei più importanti teatri italiani ed esteri.

## Biografia
Nato e cresciuto a Modena da una famiglia numerosa e molto povera, inizia a lavorare in giovane età come imbianchino. Solito a cantare sulle impalcature durante il lavoro, il suo talento viene scoperto dal collega De Pietri che gli consiglia di tentare un'audizione dal maestro Guido Montanari. Durante l'audizione presso la Corale Polifonica L. Gazzotti di Modena, si esibisce nell'aria La donna è mobile dal Rigoletto di Giuseppe Verdi, attirando l'attenzione del maestro che lo convince a presentarsi per la stagione lirica dell'allora Teatro Comunale di Modena, dove viene accettato e inserito nel coro lirico. Inizia a prendere lezioni di canto dal celebre maestro Arrigo Pola e infine debutta a Bologna durante la stagione lirica 1968-1969 nel ruolo di Normanno nella Lucia di Lammermoor, protagonisti Renata Scotto e Giacomo Aragall.
Da questo momento inizia la vera e propria carriera di tenore che lo porta ad esibirsi presso i principali teatri italiani come la Scala di Milano, la Fenice di Venezia, il Teatro Regio di Parma, il Teatro dell'Opera di Roma, l'Arena di Verona, e internazionali, tra cui il Concertgebouw e il Musik Teater di Amsterdam, il Bunka Kaikan di Tokyo e il Kanagawa Kenmin Hall di Yokohama. Partecipa inoltre a diversi festival come il Rossini Opera Festival di Pesaro, il Donizetti Opera Festival di Bergamo il Festival Torre del Lago Puccini, all'incisione dell'opera Dejanice di Catalani all'Auditorium Rai di Milano e si esibisce nell'opera Lohengrin di Wagner all'Auditorium Rai di Roma. Con i sopracitati teatri ha partecipato ad innumerevoli tournée che lo hanno portato a cantare allo Smetana Opera di Praga, all'Isola Margherita di Budapest, al Festival Internazionale dell'Opera e Balletto di Varna e nelle principali città della Jugoslavia come Sarajevo e Belgrado.

## Repertorio
Il suo repertorio spazia dalla musica del 1600, al Romanticismo, dal Recitar Cantando ad una vasta gamma di musiche sacre ed oratori, musica da camera, liederistica, melodie e romanze da salotto. Negli innumerevoli ruoli è stato diretto da grandi maestri come Zubin Meta, Gianandrea Gavazzeni, Alberto Zedda, Fernando Previtali, Vladimir Delman, Francesco M. Pradelli, Bruno Bartoletti e Giuseppe Patanè.
È stato recensito dai più importanti critici musicali come Massimo Mila, Lorenzo Arruga, Giuseppe Pugliese e Angelo Foletto.
Gli spettacoli di cui è stato interprete erano diretti da registi famosi quali Werner Herzog, Piero Faggioni, Mario Bolognini e Pier Luigi Pizzi, Luigi Ronconi, Giancarlo del Monaco, Silvano Bussotti.
| Repertorio Operistico                          | Repertorio Operistico        | Repertorio Operistico |
| ---------------------------------------------- | ---------------------------- | --------------------- |
| Ruolo                                          | Titolo                       | Autore                |
| Tamerlano                                      | Elda                         | Azzolini              |
|                                                | Cantata 147                  | Bach                  |
| Titta                                          | La Secchia Rapita            | Burgmein              |
| Sir Bruno Roberton                             | I Puritani                   | Bellini               |
| Nereo                                          | Mefistofele                  | Boito                 |
| Primo studente di Cracovia                     | Doctor Faust                 | Busoni                |
| Don Gasparo                                    | La Favorita                  | Donizetti             |
| Sir Hervey                                     | A. Bolena                    | Donizetti             |
| Lord Arturo - Normanno                         | Lucia di Lammermoor          | Donizetti             |
| Un paesano                                     | La Figlia del Reggimento     | Donizetti             |
| Nemorino                                       | Elisir d'Amore               | Donizetti             |
| Barone Rouwell                                 | Fedora                       | Giordano              |
| Un Incredibile                                 | Andrea Chenier               | Giordano              |
| Lotario                                        | Flavio Cuniberto             | Gabrielli             |
| Primo pastore                                  | Dafne                        | Dagagliano            |
| Orfeo                                          | Orpheus                      | Gazzotti              |
| Giovane prigioniero                            | Casa di Morti                | Janacek               |
| Arlecchino                                     | Pagliacci                    | Leoncavallo           |
|                                                | Requiem                      | Liszt                 |
| Primo locandiere                               | Capitan Spavento             | Malipiero             |
| Schmidt                                        | Werther                      | Massenet              |
| Guillot de Morfontaine                         | Manon                        | Massenet              |
| Lucano                                         | Incoronazione di Poppea      | Monteverdi            |
| Don Curzio                                     | Nozze di Figaro              | Mozart                |
| Bastiano                                       | Bastiano e Bastiana          | Mozart                |
| Achille                                        | La Belle Helene              | Offenbach             |
| Spalanzani                                     | I Racconti di Hoffmann       | Offenbach             |
| Il Giovinetto                                  | Il Barbiere di Siviglia      | Paisiello             |
|                                                | Messa di Gloria              | P. D. Da Bergamo      |
| Spoletta                                       | Tosca                        | Puccini               |
| Goro Nakodo                                    | Butterfly                    | Puccini               |
| Prunier                                        | La Rondine                   | Puccini               |
| Altoum - Pang                                  | Turandot                     | Puccini               |
| Maestro di ballo                               | Manon Lescaut                | Puccini               |
| Nick - Harry                                   | Fanciulla del West           | Puccini               |
| Serano                                         | La Donna del Lago            | Rossini               |
|                                                | Petite Messe Solennelle      | Rossini               |
|                                                | Messa di Gloria              | Rossini               |
| Isacco Merciajuolo - Antonio (Incisione)       | La Gazza Ladra               | Rossini               |
|                                                | La Campana degli Agonizzanti | Schubert              |
| Studente                                       | Boccaccio                    | Suppe                 |
| Emissario giapponese                           | Le Rossignol                 | Stravinksij           |
| Matteo Borsa                                   | Il Rigoletto                 | Verdi                 |
| Ruiz                                           | Il Trovatore                 | Verdi                 |
| Alfredo - Gastone                              | La Traviata                  | Verdi                 |
| Abdallo                                        | Nabucco                      | Verdi                 |
| Malcolm                                        | Macbeth                      | Verdi                 |
| Mastro Trabuco - un rivendugliolo              | La Forza del Destino         | Verdi                 |
| Otumbo                                         | Alzira                       | Verdi                 |
| Cassio - Roderigo                              | Otello                       | Verdi                 |
| Il Conte di Lerma                              | Don Carlo                    | Verdi                 |
| Ministro di Giustizia                          | Un Ballo in Maschera         | Verdi                 |
| Nobile brabantino                              | Lohengrin                    | Wagner                |
| Malatestino dall'Occhio - Ser Toldo Berardengo | Francesca da Rimini          | Zandonai              |

## Discografia
- Bruno Bulgarelli interpreta Tosti 1977, Mizar Records
- La Gazza Ladra 1978, Fonit-Cetra Italia
- Les Contes D'Hoffmann 1988, Hardy Trading CO. Srl
- Francesco Paolo Tosti 1993, ZYX Music
- The World of Grosse Tenöre 1997, ZYX Music

| Controllo di autorità | VIAF (EN) 315211525 · ISNI (EN) 0000 0000 5767 340X · SBN DDSV157553 · GND (DE) 134867017 |